# HR 2562
HR 2562는 F형 주계열성이 되는 우주의 항성 중에 하나이다. 지구로부터 약 116광년에 떨어져 있는 항성이다.

## 특징
HR 2562는 태양의 광도보다 더 밝은 항성이며 F형 주계열성 중에 하나이다. 항성의 크기에서도 태양보다 약 37% 더 큰 항성이다. 거느리고 있는 대표적인 외계행성은 슈퍼목성이라고 불려 태양계에서 가장 큰 행성인 목성보다도 더 크고 현재까지 사람이 발견한 외계행성 중에서 가장 큰 외계행성인 HR 2562 b란 행성이 있다. 항성의 나이는 태양과 비슷할 것으로 추측되며 갈색왜성이 될 뻔한 HR 2562 b를 자신의 행성으로 거느리고 있는 독특한 점이 이행성이 가진 특성이 된다. 자신이 거느린 항성 중에 하나인 HR 2562 b와 함께 2016년에 새로이 발견한 항성이 된다.

## 같이 보기
- 천문학
- F형 주계열성
- 주계열성
- 항성